# دالي كريغ
دالي كريغ (بالإنجليزية: Dale Greig)‏ هي عداءة مراثونية بريطانية، ولدت في 15 مارس 1937.